# Ясухиро Ямашита
Ясухиро Ямашита е един от най-успешните състезатели по джудо в историята на спорта. Работи като инструктор или консултант на множество организации, включително Токайския университет, Международната федерация джудо, както и Япониската Джудо Федерация. Прекратява състецателната си дейност на 17 юни 1985 година, след забележителна кариера, по време на която печели пет златни медала от международни състезания и записва поредица от 207 схватки без загуба (203 победи и 7 равенства).